# توني بارتليت
توني بارتليت (بالإنجليزية: Tony Bartlett)‏ هو مبارز بالسيف بريطاني، ولد في 14 أغسطس 1955 في لندن في المملكة المتحدة.

## وصلات خارجية
- توني بارتليت على موقع أوليمبيديا (الإنجليزية)
- توني بارتليت على موقع اللجنة الأولمبية البريطانية (الإنجليزية)